# Funicolare del Virgolo
La funicolare del Virgolo (IPA: [ˈvirɡolo]; in tedesco Virglbahn) congiungeva la città di Bolzano con la sovrastante balza rocciosa omonima.

## Storia

Funicolare del Virgolo sul viadotto maggiore

L'opera fu finanziata da Sigismund Schwarz, mecenate anche della Ferrovia Transatesina, e progettata da Emil Strub (lo stesso progettista della funicolare della Mendola) e da Erwin Schwarz. La costruzione fu affidata alle ditte Guschelbauer Marek di Bolzano e Rollsche Eisenwerke di Berna.
L'inaugurazione si ebbe il 20 novembre 1907, alcuni mesi prima dell'entrata in esercizio della funivia del Colle che, poco più a est, risaliva la stessa montagna fino alla più elevata quota del colle di Villa/Bauernkohlern.
La funicolare fu distrutta dai bombardamenti mirati a colpire la ferrovia del Brennero presso Bolzano durante la seconda guerra mondiale. Anziché ricostruirla, si preferì sostituirla con una funivia, che restò in esercizio dal 1957 al 1976.
Nel 2021, quel che rimane del tracciato è stato posto sotto tutela dei beni artistici.

## Caratteristiche
A scartamento metrico, la funicolare aveva lunghezza di 342 metri nei quali superava un dislivello 196 m con una pendenza massima del 70%. L'elevata pendenza ne faceva un'opera ingegneristica notevole. Le vetture viaggiavano ad una velocità media di 5,4 chilometri/ora e impiegavano circa 4 minuti a coprire il percorso, durante il quale attraversavano due viadotti: uno a due campate, della lunghezza totale di 46 metri, ed un secondo di soli 6 metri. L'ultima parte del percorso a monte correva all'interno di un vallo scavato nella roccia. L'energia necessaria per il funzionamento era fornita dall'Elektrizitätswerk Zwölfmalgreien.
L'edificio che fungeva da stazione a monte della funicolare e successivamente della funivia è ancora visibile. Fino agli anni ottanta il tracciato della funicolare era percorribile a piedi, sia pure con qualche pericolo sui gradini dei viadotti. Successivamente fu sfruttato per appoggiarvi delle tubazioni e l'accesso fu interdetto. Le spettacolari arcate del viadotto maggiore, ben visibili fino agli anni novanta, furono successivamente quasi nascoste dalla boscaglia circostante.

## Galleria d'immagini

Altra vista sul viadotto maggiore
Altra vista del percorso
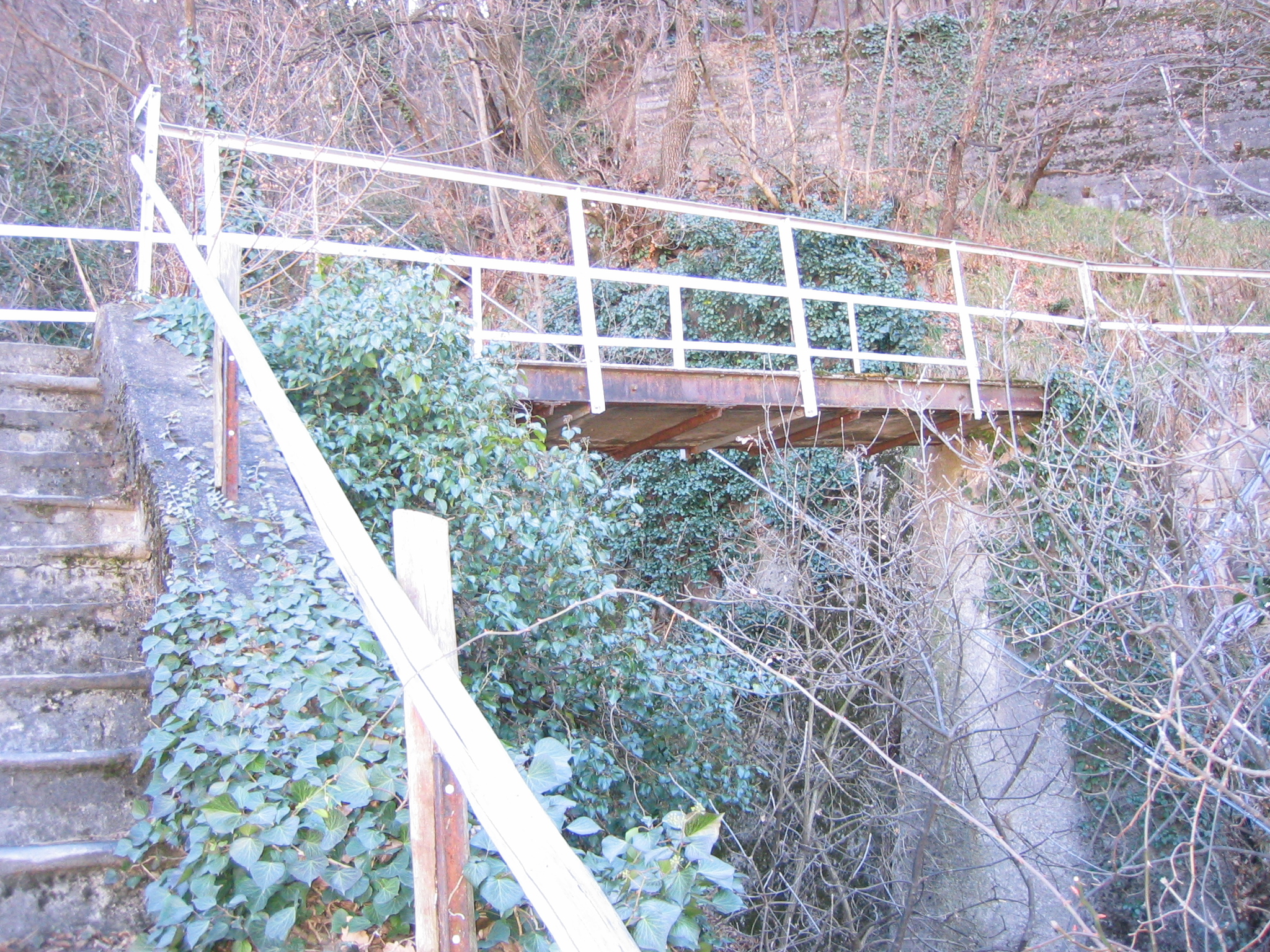
Il ponte pedonale che scavalca la funicolare abbandonata
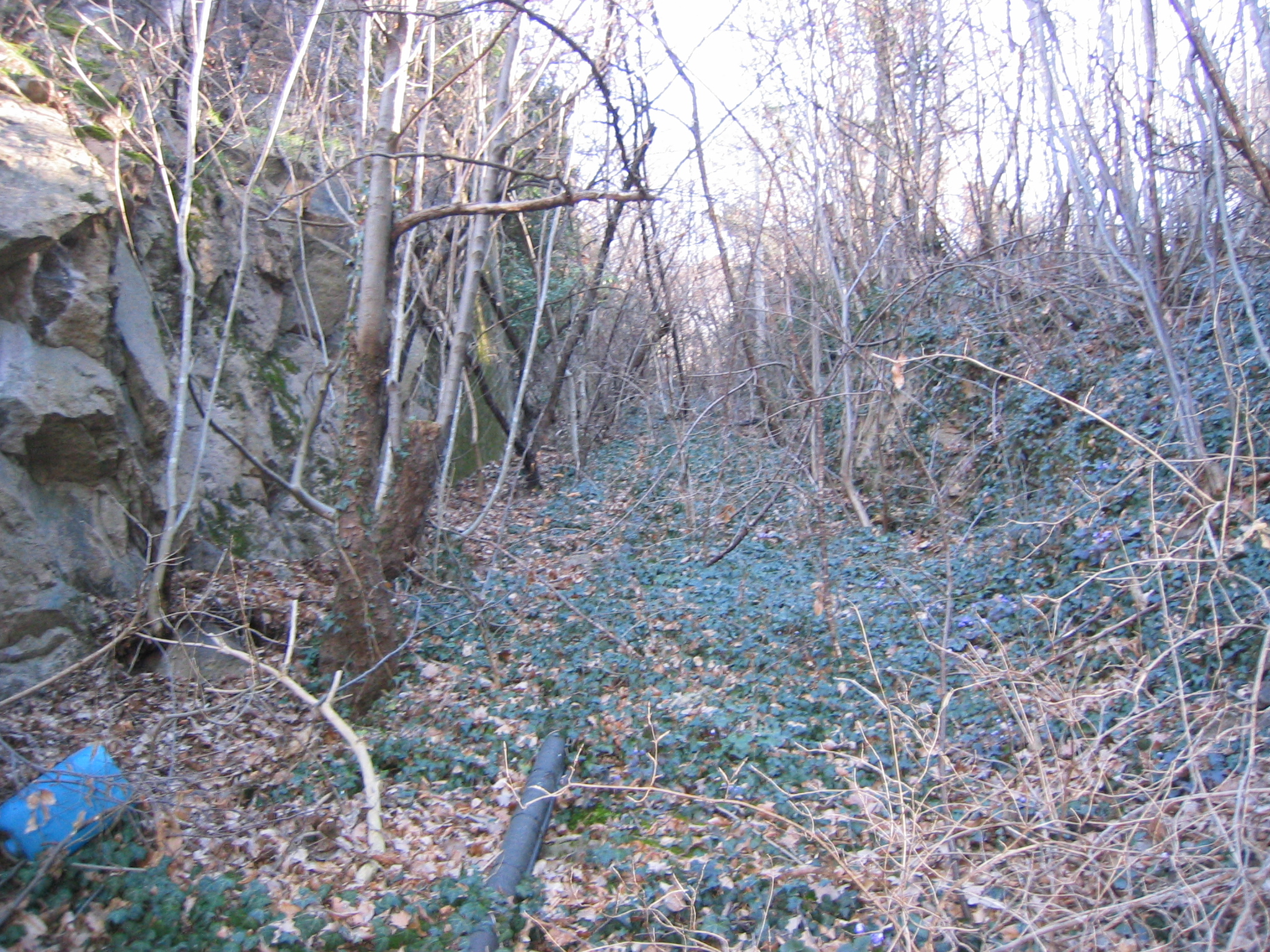
Intaglio nella roccia vicino alla stazione a monte